# Agrilus tsushimanus
Agrilus tsushimanus es una especie de insecto del género Agrilus, familia Buprestidae, orden Coleoptera.
Fue descrita científicamente por Kurosawa, 1963.